# کینده
کینده شهری در شهرستان کینده در استان بولکیمده در بورکینافاسوی غربی مرکزی است جمعیت آن ۱۳۰۳۳ نفر است.